# 福尔克·约翰松
福尔克·约翰松（瑞典語：Folke Johnson，1887年6月15日—1962年2月20日），瑞典前男子帆船运动员。他曾代表瑞典参加1912年夏季奥林匹克运动会帆船比赛，获得12米级银牌。